# Commelina haitiensis
Commelina haitiensis là một loài thực vật có hoa trong họ Commelinaceae. Loài này được Urb. & Ekman mô tả khoa học đầu tiên năm 1926.